# 드릴십

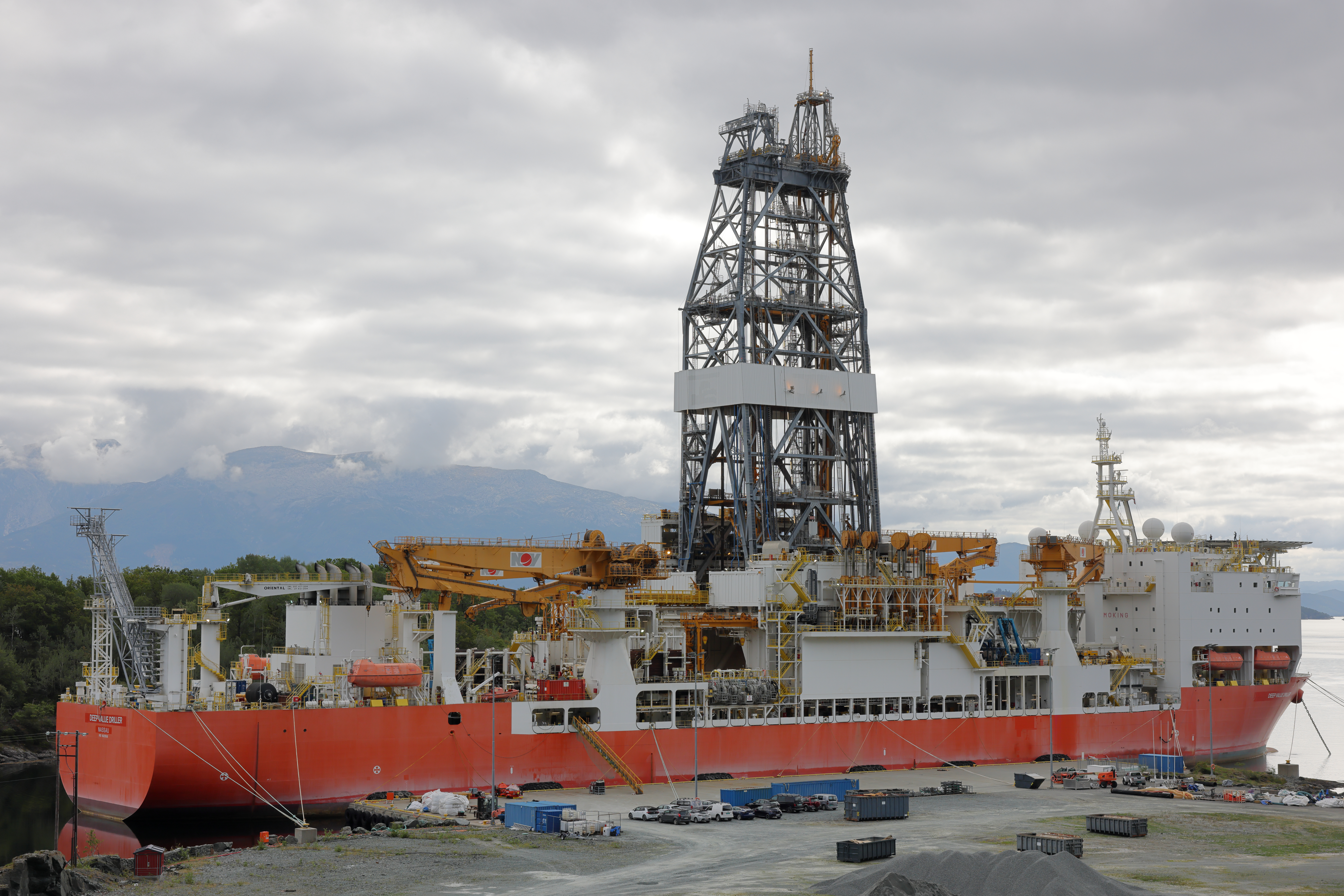
노르웨이에 정박한 드릴십 'Deep Value Driller'

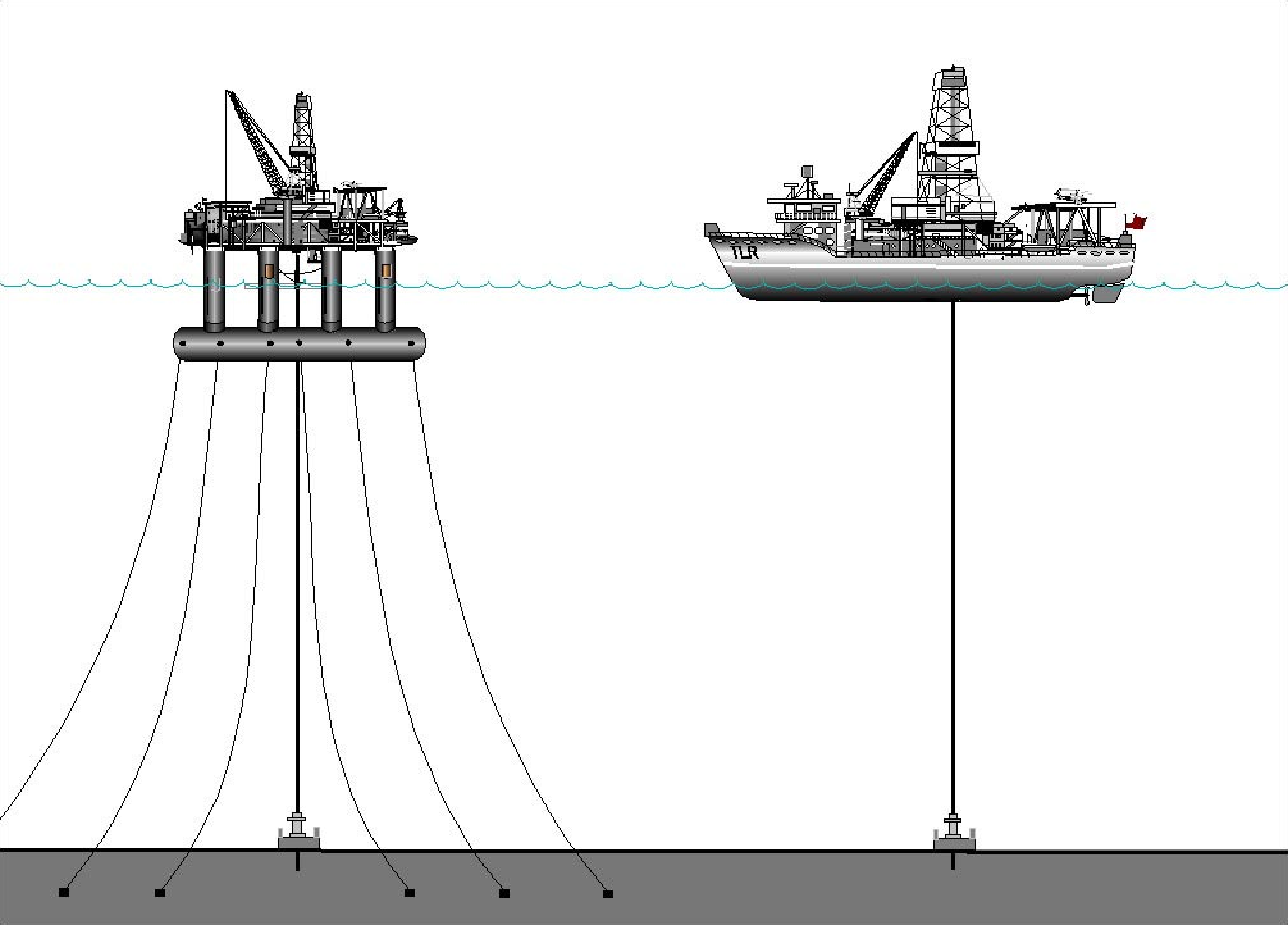
심해 반잠수선과 드릴십의 비교.

드릴십은 석유 및 가스 시추공의 탐사적 해양 시추나 과학적 시추 목적으로 사용하도록 설계된 상선이다.
드릴십은 다양한 유형의 시추를 수행하는 한 가지 방법으로, 반잠수정, 잭업선, 바지선 또는 플랫폼 장비가 이를 대체할 수 있다. 드릴십은 반잠수형 드릴링 장비의 기능을 수행하며, 다른 모든 장비와 구별되는 몇 가지 고유한 특징을 가지고 있다.
대표적인 차이는 선박 모양의 디자인에 있다. 드릴십은 반잠수정이나 잭업 바지선 및 플랫폼과 달리 이동성이 뛰어나고 자체 추진력으로 한 굴착 장소에서 다른 굴착 장소로 빠르게 이동 가능하다. 또한, 전 세계의 유전 간을 항해하면서 시간을 절약할 수 있는 능력을 가지고 있다.

## 같이 보기
- 지구 물리학
- 해양 지질학
- 고생물학
- 대륙 이동설 - 지자기 - 판 구조론
- 지큐 (일본의 해양시추선)
- 웨스트카펠라호 (삼성중공업)